# Donald Castleberry
Donald M. Castleberry (ur. 2 grudnia 1914 w Hollis, zm. 16 lutego 2003 w San Mateo) – amerykański politolog, wykładowca.
Uzyskał tytuł Bachelor of Arts na Central State College w Edmund, tytuł Master of Arts na University of Oklahoma, doktora filozofii (Ph.D.) w zakresie nauk politycznych na University of Minnesota w 1947. Na tej uczelni został wykładowcą. Podczas II wojny światowej pracował jako asystent dyrektora Civilian Relief Operations na rzecz amerykańskiego Czerwonego Krzyża na obszarze Związku Sowieckiego, później jako dyrektor CRO w Polsce, będąc szefem Misji Amerykańskiej w Polsce. Po wojnie wykładał na University of Texas w Austin, a od 1948 na San Francisco State University. 
Uchwałą Prezydium Krajowej Rady Narodowej z 18 lipca 1946 na wniosek Prezydium Rady Ministrów został odznaczony Krzyżem Oficerskim Orderu Odrodzenia Polski za wybitną pomoc ludności polskiej przy współpracy z Polskim Czerwonym Krzyżem.